# 東京芸術劇場
東京芸術劇場（とうきょうげいじゅつげきじょう、英語：Tokyo Metropolitan Theatre）は、東京都豊島区西池袋にある総合芸術文化施設。

## 歴史
昭和40年代の初めに、声楽家の藤原義江が「東京にオペラハウスを」と当時の東京都知事美濃部亮吉に陳情し、相前後して、池袋駅西口の闇市跡地を含む一帯の東京学芸大学豊島小学校跡地を都が国から入手した。しかし、都の財政悪化で思うにまかせず、そうこうするうちに初台駅北側に開業する新国立劇場がオペラハウスとなってしまった。一方、都の施設としては上野に、比較的多目的に使える東京文化会館があり、それならば純粋なコンサートホールに公立の芝居小屋をプラスした施設を、ということで基本構想がまとまり、1985年（昭和60年）芦原建築設計事務所に基本設計が委託され、87年から着工、90年10月にオープンした。またこれに併せて、70年に先立って開園した池袋西口公園は劇場の前庭公園として再整備され、同時にバスバースが新たに設けられた。
この建物を特徴付けているのが、ホールを縦に積み重ねた積層型である。その背景には、敷地の北側端を走る地下鉄有楽町線の影響があった。大ホールは各ホールの中でも特に音楽専用ホールとしての機能が求められたため、騒音・振動のシャットアウトは必須条件だった。そこで選ばれたのが、平面配置ではなく積層システムという構造である。また、積層システムにすることで限られた敷地内に大きなアトリウムを実現させることに成功している。

### リニューアル
2011年（平成23年）4月から施設の改修工事に入り、翌年9月1日、リニューアルオープンした。開館以来、初となる大改修の改修設計は、都が実施した公募型技術提案プロポーザルで選ばれた松田平田設計が香山壽夫建築研究所などと共同で手掛けた。
外観はほぼ以前のままだが、巨大なガラスアトリウムの内部は一新され、以前は隣接する広場に開放されて半屋外的だった1階部分が、今回の改修ではガラスの壁と風除室によって閉じられた。もう一つの大きな変化は、巨大なアトリウムを横断する形で1階から5階までを一気に上っていたエスカレーターが撤去されたこと。改修を実施した都の担当者は「完成直後から『空中に浮いたようなエスカレーターは怖い』という声があり、付け替えることにした」と説明する。代わりのエスカレーターは、アトリウム西側の壁沿いに場所を移し、1階と5階を直接つなぐのではなく、増床した2階を経由して、2つのエスカレーターを「く」の字に乗り継ぐ形とし、1台当たりの高低差を減らすことで、恐怖感を和らげた。内装は良質な大理石を使った既存の床と壁を残したまま、木や土、鉄などをモチーフにした暖色系の内装を加えている。
このほか老朽化した建築設備や舞台設備の更新も行われ、 2009年（平成21年）に劇場の初代芸術監督に就任した野田秀樹の助言も得ながら4つのホールにも手が入れられた。またリニューアルを機に、これまでメトロポリタンプラザにあった郵便局が移設され、「東京芸術劇場郵便局」として新たに開局した。

### 設備更新工事
2024年（令和6年）9月30日から2025年（令和7年）7月中にかけて、設備更新工事のため休館が予定されている。

## 沿革
- 1964年（昭和39年）3月31日 - 東京学芸大学附属豊島小学校が小金井市に移転。
- 1969年（昭和44年）5月29日 - 東京都が附属小学校跡地を国から取得。
- 1970年（昭和45年）10月 - 施設建設用地を子どもの遊び場として豊島区に管理委託し開放。
- 1982年（昭和57年）12月3日 - 「東京都長期計画」財源枠300億円での事業化を発表。
- 1990年（平成2年）
  - 8月18日 - 建設工事竣工。
  - 10月30日 - 開館。
- 1991年（平成3年）5月 - 大ホールにパイプオルガン完成、初代館長に遠山一行就任。
- 1993年（平成5年）4月 - 小田島雄志が2代館長に就任。
- 2002年（平成14年）4月 - 東京都教育庁から生活文化局へ移管。
- 2007年（平成19年）11月12日 - 福地茂雄が3代館長に就任。
- 2008年（平成20年）4月 - 野田秀樹が芸術顧問に、高萩宏が副館長に就任。
- 2009年（平成21年）7月 - 野田秀樹が初代芸術監督に正式就任。
- 2011年（平成23年）4月 - 施設の改修工事に伴い、全面休館。
- 2012年（平成24年）9月1日 - リニューアルオープン。
- 2015年（平成27年）4月 - 荻田伍が第4代館長に就任。

## 施設
東京都歴史文化財団が管理運営を行い、野田秀樹が芸術監督を務める。野田の芸術監督就任を契機に、運営方針の見直しに着手し、自主企画の開催と同時に、劇場が出会いや交流の場のなるような方針が打ち出された。
すべての施設が貸館可能であり、主催公演等として数々の国内外の著名な演奏家たちのコンサートが行われる場であると同時に、大学をはじめとする各種学校や市民楽団であるところのオーケストラ・吹奏楽・合唱などの団体の演奏会等も同じステージで開かれ、聴衆側としてだけでなく、アマチュア演奏家や市民に広く親しまれている。

### 大ホール

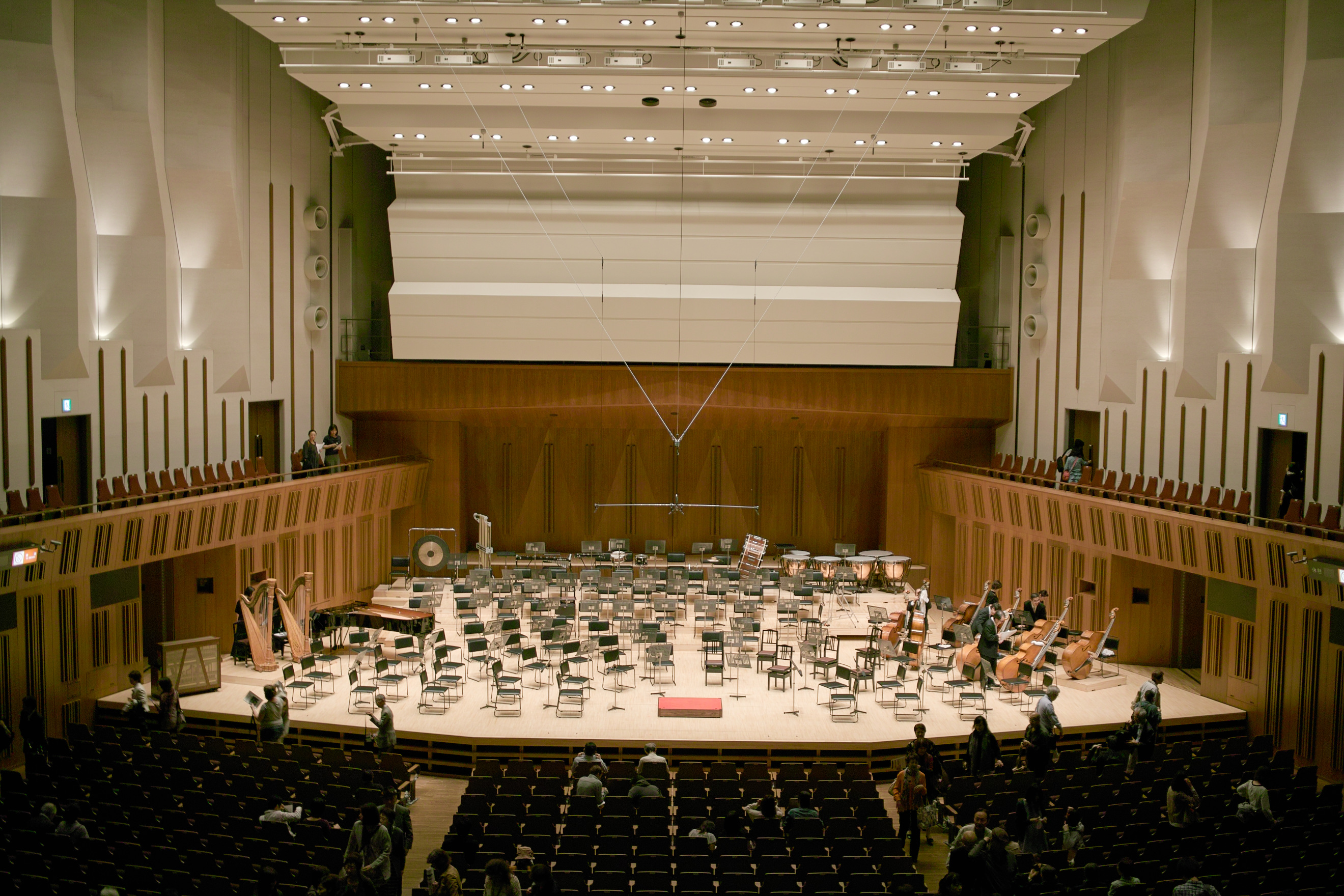
コンサートホール（2012年10月）

オーケストラの演奏に適したコンサートホールで、舞台では120人編成のオーケストラと200人編成の合唱団が同時に演奏が可能である。リニューアル後は「コンサートホール」の呼称が付けられ、舞台を拡張して、演奏者と観客の距離を縮め、客席数は以前より100席ほど多い1,999席となった。また5階のエントランスホールは暗かった天井を明るい色に塗り替えることで、既存のフレスコ画を引き立てた。「音響家が選ぶ優良ホール100選」に認定。
- 客席 - 1,999席 （1階席676席、2階席683席、3階席640席）。2,000席に足らない1席は、音楽の神「ミューズ」に取ってある[12]。
- 舞台 - 間口約21m、奥行13.4mm、高さ約20m
- 舞台形式 - オープンエンド
- マルク・ガルニエ（ドイツ語版）社の製作による、126ストップの世界最大級のパイプオルガンが設置されている[13]。2台のオルガンを180度回転させる方式が採用されていて、ルネサンス（26ストップ）・バロック（37ストップ）・モダン（63ストップ）の各様式に対応することができる。回転方式の採用は世界に類を見ないもので話題を呼んだが、一方で制御システムの故障が多発した。
- かつて3階席は音響効果を考慮し、客席の中央部分に左右を仕切る壁を設置していた。同様の構造は、ドイツ・ミュンヘンのガスタイク文化センターにも見られる。2012年のリニューアルとともに一部が取り払われ、現在は天井の配色にその名残を残すのみである。

### 中ホール
プロセニアム形式で、主に演劇、ミュージカル、バレエ、舞踊、小規模なオペラに適している。約60人収容のオーケストラピットも設置可能。リニューアル後は「プレイハウス」の呼称が付けられ、従来、勾配が緩く、舞台が見づらい客席があったため、各列を千鳥状にずらしたほか、後列にいくほど高くなるようにした。また側壁は露出させたコンクリート躯体からすき間を設けて、焼きムラのある韓国産レンガを積み、音響効果の向上と、演劇空間らしい雰囲気を醸し出している。
- 客席 - 834席 （1階席631席、2階席203席）
- プロセニアム  - 間口約14.1m、高さ約9m
- オーケストラピット - 間口約14.2m、奥行約4.7m

### 小ホール
小ホール1
272～374席 多目的ホール。 束立組床により、自由な形式での舞台表現が可能。リニューアル後は「シアターイースト」の呼称が付けられている
小ホール2
195～278席 多目的ホール。 既存の昇降床を固定。仮設プロセニアム（額縁）パネルがある。リニューアル後は「シアターウエスト」の呼称が付けられている。

### 展示室
展示ギャラリー 5階
展示室 地下1階

### 諸室
リハーサル室 地下2階
シンフォニースペース 5階
ミーティングルーム 5・6階

### テナント
- シアターアートショップ - 1F、グッズショップ。
- 吾ん田 - 1F、おにぎり専門店。
- ベル・オーブ（BELG AUBE） - 1F、ベルギー料理・ビール専門店。
- café de MOMO -  1F、サンドウィッチ&ドリンク
- ミュージックスタジオ「フォルテ」（貸スタジオ）  - 1F、音楽練習室を時間単位で賃貸する。全室ピアノ設備。
- 東京芸術劇場郵便局 - 1F、日本で唯一の劇場施設内にある郵便局。
- アル テアトロ（AL TEATRO） - 2F、イタリアンレストラン。
- 東京芸術劇場託児ルーム - 5F、託児サービス。

## 主な主催公演
- ボンクリ・フェス
  - 2017年〜 芸術監督: 藤倉大
- 東京芸術劇場POPSコンサートvol.2『2007 TOKYO 新創世紀』（大ホール）
  - 2007年3月16日 音楽監督:ミッキー吉野、出演:ゴダイゴ 他
- 東京芸術劇場シアターオペラシリーズ（大ホール）
  - 2007年3月3日 マスカーニ 歌劇「カヴァレリア・ルスティカーナ」指揮：M.ホーネック 管弦楽：読売日本交響楽団 他
- 東京芸術劇場パイプオルガンコンサート（大ホール）
  - 年2回開催
  - 2006年9月公演 Org.H.ドイチュ　 2006年12月公演 Org.水野均　 2007年9月公演 Org.C.ブリツィ
- 東京芸術劇場Presentsモーツァルトフルート協奏曲全曲演奏会（大ホール）
  - フルート・トラヴェルソ 有田正広 管弦楽：東京バッハ・モーツァルト・オーケストラ（リーダー：寺神戸亮）
  - ※本公演に先立って行われたレコーディングが発売
- ランチタイム・パイプオルガンコンサート
  - 年10回、12時15分から無料でパイプオルガンのコンサートを開催。（大ホール）
  - 2005年12月開催
- 東京芸術劇場ミュージカル月間公演
  - 毎年2月頃、ミュージカルを上演し、優秀賞などを贈呈している（中ホール）
- オックスフォード大学演劇協会招聘公演
  - 2005年8月、2006年8月開催